# Cambes-en-Plaine
Cambes-en-Plaine é uma comuna francesa na região administrativa da Normandia, no departamento Calvados. Estende-se por uma área de 3,25 km². Em 2010 a comuna tinha 1 787 habitantes (densidade: 549,8 hab./km²).